# Independence Bowl 2016
Match précédent Match suivant
L' Independence Bowl 2016 est un match de football américain de niveau universitaire joué après la saison régulière de 2016, le 26 décembre 2016 dans l'Independence Stadium de Shreveport en Louisiane.
Il s'agit de la 41e édition de l'Independence Bowl.
Le match a mis en présence les équipes des NCST issus de l'Atlantic Coast Conference et des VANDY issus de l'Southeastern Conference.
Il a débuté à 16 h 55 locales et a été retransmis en télévision sur ESPN.
Sponsorisé par la société Camping World, le match fut officiellement dénommé le Camping World Independance Bowl 2016.
Les Wolfpack de North Carolina State gagnent le match sur le score de 41 à 17.

## Présentation du match
| Équipes                                                                                                 | Conférences | Entraîneurs | Stats. saison rég. | Classements avant le bowl CFP-AP-Coaches |
| --- | ----------- | ----------- | ------------------ | ---------------------------------------- |
| Wolfpack de North Carolina State                                                                        | ACC         | Dave Doeren | 6-6                | -                                        |
| Commodores de Vanderbilt                                                                                | SEC         | Derek Mason | 6-6                | -                                        |
| Arbitre : Mike Cannon (Big Ten (B10) Équipe donnée favorite par les bookmakers : NC State par 4 points. |             |             |                    |                                          |

Il s'agit de la 3e rencontre entre ces deux équipes, Vanderbilt ayant gagné les deux précédentes.
La plus récente a eu lieu lors du Music City Bowl 2012 (38 à 24 pour Vanderbilt).
Les deux équipes jouent pour la toute première fois à l'Independence Bowl.

### Wolpack de North Carolina State
Saison 2016 du Wolpack de North Carolina State (en)
Avec un bilan global en saison régulière de 6 victoires et 6 défaites, North carolina State est éligible et accepte l'invitation pour participer à l'Independence Bowl de 2016.
Ils terminent 4e de la division Atlantic de l'American Athletic Conference derrière Clemson, Louisville et Florida State, avec un bilan en division de 3 victoires et 5 défaites.
À l'issue de la saison 2016, ils n'apparaissent pas dans les classements CFP , AP et Coaches.

### Commodores de Vanderbilt
Saision 2016 des Commodores de Vanderbilt (en)
Avec un bilan global en saison régulière de 6 victoires et 6 défaites, Vanderbilt est éligible et accepte l'invitation pour participer à l'Independence Bowl de 2016.
Ils terminent 6e de la East Division de la Southeastern Conference derrière Florida, Tennessee, Georgia, Kentucky et South Carolina, avec un bilan en division de 3 victoires et 5 défaites.
À l'issue de la saison 2016, ils n'apparaissent pas dans les classements CFP , AP et Coaches.

## Statistiques
| Statistiques par Équipes               | Statistiques par Équipes | Statistiques par Équipes |
| Statistiques                           | NCST                     | VANDY                    |
| -------------------------------------- | ------------------------ | ------------------------ |
| 1er downs                              | 21                       | 18                       |
| Conversion de 3e Down                  | 8–15                     | 6–18                     |
| Conversion de 4e Down                  |                          |                          |
| Jeux–Yards gagnés                      |                          |                          |
| Courses-Yards gagnés (Moyenne)         | 36–141 (3,9)             | 35–156 (4,5)             |
| Yards à la passe                       | 235                      | 158                      |
| Passes : Réussies-Tentées-Interceptées | 19–31–0                  | 19–46–3                  |
| Réussite en zone rouge/chances         |                          |                          |
| TD                                     |                          |                          |
| Field Goals                            |                          |                          |
| Sacks (Nombre-Yards perdus)            |                          |                          |
| Fumbles (Nombre/Perdus)                |                          |                          |
| Pénalités (Nombre/Yards perdus)        |                          |                          |
| Temps de possession                    | 29:48                    | 30:12                    |

| Meilleurs Joueurs (MVPs) | Meilleurs Joueurs (MVPs) | Meilleurs Joueurs (MVPs) | Meilleurs Joueurs (MVPs) |
| ------------------------ | ------------------------ | ------------------------ | ------------------------ |
| Systèmes                 | Noms                     | Équipes                  | Postes                   |
| Attaque                  | Jaylen Samuels           | NC State                 | RB                       |
| Défense                  | Airius Moore             | NC State                 | LB                       |

| Statistiques Individuelles | Statistiques Individuelles | Statistiques Individuelles |
| -------------------------- | -------------------------- | -------------------------- |
| Quaterbacks                |                            |                            |
| NCST                       |                            |                            |
| VANDY                      |                            |                            |
| Meilleurs Coureurs         |                            |                            |
| NCST                       |                            |                            |
| VANDY                      |                            |                            |
| Meilleurs Receveurs        |                            |                            |
| NCST                       |                            |                            |
| VANDY                      |                            |                            |
| Meilleurs Tackleurs        |                            |                            |
| NCST                       |                            |                            |
| VANDY                      |                            |                            |